# Jeff Dahl
Jeff Dahl (* 12. Juli 1955 in Stuttgart) ist ein US-amerikanischer Musiker und Sänger.
Dahl zog im Alter von fünf Jahren mit seiner Familie von Deutschland nach Hawaii. Seine erste Single "Rock N Roll Critic" veröffentlichte er im Jahr 1977.
Dahl übernahm 1985 für kurze Zeit den Gesang bei der damals stilistisch einflussreichen Hardcore-Punk-Band Angry Samoans und spielte mit Cheetah Chrome (Dead Boys) und Rikk Agnew (Adolescents) Platten ein. Ab 1986 war Jeff Dahl als Solokünstler unterwegs, zeitweise als Jeff Dahl-Group, bei der er u. a. mit Zepp Oberpichler zusammenarbeitete.
Dahl hat in seiner Karriere bis heute an rund 26 Alben sowie nahezu 100 Singles mitgearbeitet, von denen heute viele Sammlerobjekte sind, da sie mit Underground-Größen des Hardcore/Punk-Spektrums aufgenommen wurden.

## Veröffentlichungen (Auswahl)
- 1990: I Kill Me  (Triple X Records)
- 1991: Ultra Under (Triple X)
- 1992: Wicked (Triple X)
- 1993: Wasted Remains of a Disturbing Childhood (Triple X)
- 1995: Bliss (Triple X)